# Computerwelt

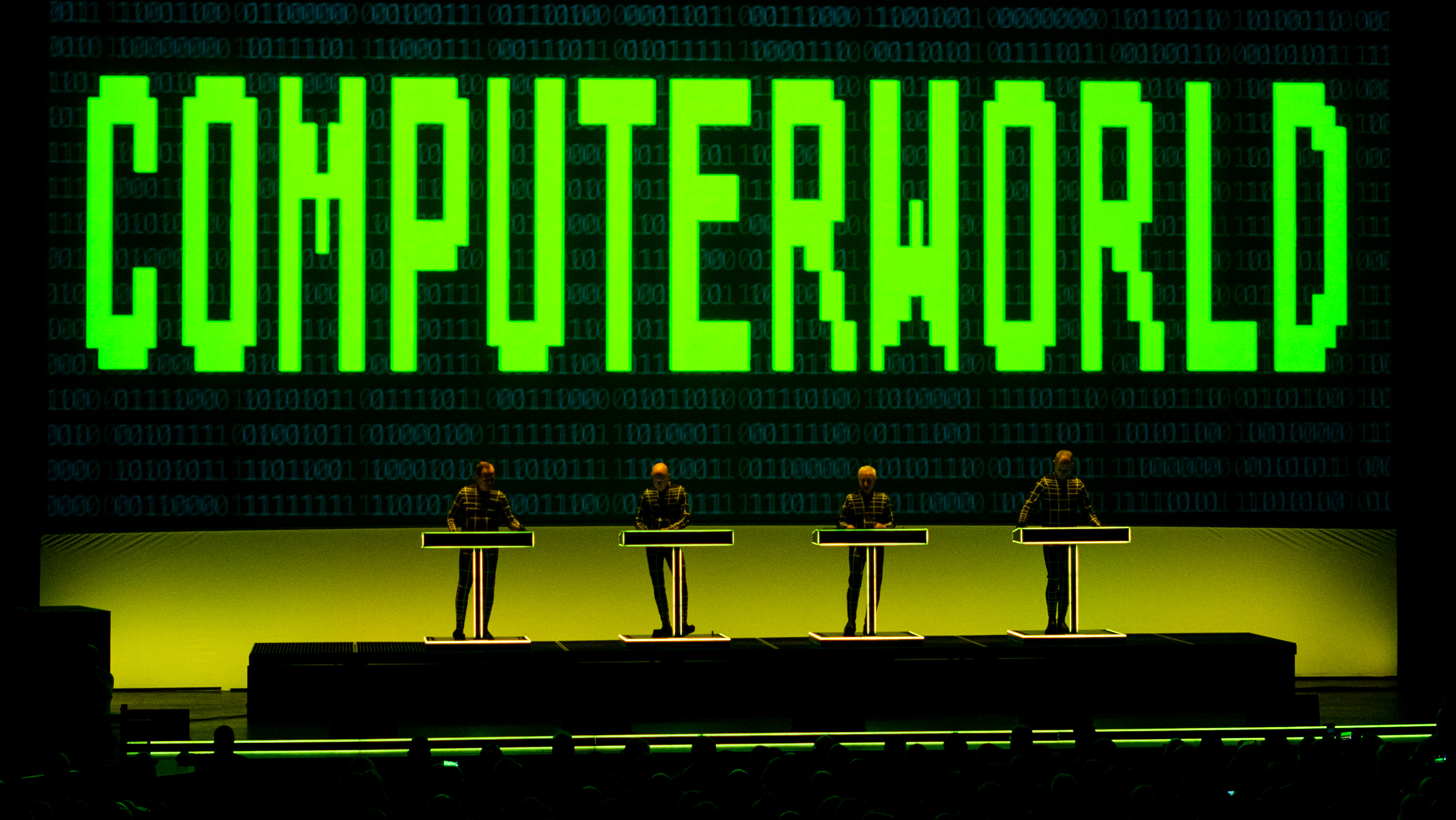
Kraftwerk podczas wykonywania tytułowego utworu w Royal Albert Hall

Computerwelt – ósmy album niemieckiego zespołu Kraftwerk, wydany w 1981 roku.
Za wszystkie kompozycje odpowiedzialni są Ralf Hütter, Florian Schneider i Karl Bartos, a część słów została napisana przez Emila Schulta, bliskiego współpracownika zespołu. Schult stworzył też szatę graficzną płyty, przedstawiającą członków Kraftwerk na ekranie terminala komputerowego. Tematyką albumu jest nasilające się znaczenie komputerów w społeczeństwie. Na tylnej okładce niektórych wydań zacytowane są słowa utworu tytułowego, które ostrzegają przed zbieraniem danych osobowych przez takie organizacje jak Interpol, Deutsche Bank, Federalne Biuro Śledcze i Scotland Yard.
Tak jak w przypadku dwóch poprzednich płyt, Computerwelt został wydany zarówno w wersji niemieckiej, jak i angielskiej, zatytułowanej Computer World. Pierwszy singel, „Taschenrechner”, poza angielską wersją „Pocket Calculator”, został też nagrany w języku francuskim jako „Mini Calculateur” i japońskim („Dentaku”). W ramach promocji albumu zespół wyruszył w swoje pierwsze światowe tournée, koncertując w Europie, Ameryce Północnej, Azji i Australii.
Płyta osiągnęła sukces na listach sprzedaży (dotarła m.in. do top 10 w Niemczech) i otrzymała pozytywne recenzje. Czasopismo muzyczne NME uznało ją za drugą najlepszą płytę roku 1981. Pitchfork uplasował Computer World na miejscu 18., a Slant na miejscu 25. swoich list najlepszych albumów lat 80. Wydawnictwo trafiło też na 10. miejsce listy najlepszych albumów gatunku EDM według magazynu Rolling Stone.

## Lista utworów
Podany czas trwania utworów tyczy się wydań winylowych. Ich długość na wydaniach kompaktowych i cyfrowych może nieco się różnić.

### Wydanie niemieckie
Strona A
1. „Computerwelt” – 5:05
2. „Taschenrechner” – 5:00
3. „Nummern” – 3:00
4. „Computerwelt 2” – 3:30

Strona B
1. „Computerliebe” – 7:00
2. „Heimcomputer” – 6:00
3. „It's More Fun to Compute” – 4:15

### Wydanie angielskie
Strona A
1. „Computer World” – 5:05
2. „Pocket Calculator” – 4:55
3. „Numbers” – 3:19
4. „Computer World 2” – 3:21

Strona B
1. „Computer Love” – 7:15
2. „Home Computer” – 6:17
3. „It's More Fun to Compute” – 4:13

## Pozycje na listach
| Kraj              | Pozycja |
| ----------------- | ------- |
| Australia         | 51      |
| Austria           | 14      |
| Niemcy            | 7       |
| Nowa Zelandia     | 28      |
| Stany Zjednoczone | 72      |
| Szwecja           | 27      |
| Wielka Brytania   | 15      |

## Certyfikaty
| Kraj            | Certyfikat    | Sprzedaż |
| --------------- | ------------- | -------- |
| Wielka Brytania | srebrna płyta | 60 000   |